# Plan Pleven
Le plan Pleven est un projet présenté à l'Assemblée nationale française le 24 octobre 1950 par le ministre de la Défense nationale, René Pleven. Il a pour but de répondre à la demande américaine d'augmentation des effectifs militaires des pays d'Europe de l'Ouest, dans un contexte de guerre froide, et alors que les États-Unis avaient proposé précédemment d'autoriser la nouvelle République fédérale d'Allemagne à se réarmer, afin de répondre à cette volonté. La France, cinq ans après la fin de la Seconde Guerre mondiale, est hostile à voir renaître une armée allemande, et propose, par ce plan, la mise en place d'une « armée européenne » dans laquelle seraient intégrées des troupes allemandes. Le plan Pleven est ainsi proposé par la France afin d'empêcher la création d'une armée allemande, tout en augmentant les effectifs militaires du continent européen faisant directement face à la menace soviétique. La présentation de ce plan servira de base à l'élaboration du traité de la Communauté européenne de défense (CED), signé en mai 1952, mais qui ne sera pas ratifié par la France.

## Contexte
Deux évolutions majeures dans les relations internationales à cette période expliquent les raisons de la présentation du plan Pleven par la diplomatie française. D'une part, la montée des tensions américano-soviétiques, aboutissant au début de la guerre froide en 1947 et à l'éclatement de la guerre de Corée en 1950. D'autre part, les volontés d'une construction européenne entre les pays d'Europe de l'Ouest, recommandée par les États-Unis, afin de faire face à l'URSS de Joseph Staline, considérée comme une menace par les pays occidentaux.
En 1948, le traité de Bruxelles lie la France, le Royaume-Uni, la Belgique, les Pays-Bas et le Luxembourg au sein de la même alliance militaire. Ces cinq mêmes États signent le pacte Atlantique l'année suivante, une nouvelle alliance rassemblant également le Danemark, la Norvège, l'Islande, l'Italie, le Portugal, le Canada, mais surtout les États-Unis, détenteurs de l'arme atomique. Ces différents traités consolident la formation du bloc occidental. Mais au début des années 1950, les Américains s'alarment de la quantité insuffisante de militaires présents à l'Ouest du continent européen face à l'Armée rouge. La guerre de Corée, débutée en juin 1950, et la guerre d'Indochine, déchirant la colonie française depuis 1946, occupent une importante partie des contingents pouvant potentiellement défendre l'Europe de l'Ouest en cas d'attaque soviétique. Il est alors question, sur une proposition américaine, formulée en septembre 1950 , de réarmer la RFA, mise sur pied l'année précédente, alors qu'il était prévu que l'Allemagne ne se dote pas d'une armée. La France refuse catégoriquement, mais propose, en alternative, le plan Pleven.
De plus, le plan Pleven est présenté dans le contexte de la construction européenne. En 1948, le partage de l'aide américaine dans le cadre du plan Marshall au sein de l'Organisation européenne de coopération économique (OECE), est la première épreuve de coopération entre les pays européens. La même année, se tient à La Haye un premier Congrès inter-européen, durant lequel le projet d'une Union européenne est évoqué. Le 9 mai 1950, la déclaration Schuman est prononcée afin de présenter le projet de mise en commun des productions franco-allemandes de charbon et d'acier. Le plan Pleven, présenté quatre mois après la déclaration de Robert Schuman, ajoute ainsi la dimension militaire dans la construction européenne.

## Aboutissements
La présentation du plan Pleven en 1950 sert de base à de nombreuses négociations diplomatiques entre les différents États d'Europe de l'Ouest et les États-Unis à propos de la création d'une « armée européenne ». Les Américains sont dans un premier temps réticents, mais finissent par soutenir le projet. La Communauté européenne de défense (CED) est alors signée le 27 mai 1952 par la France, la RFA, l'Italie et les trois pays du Benelux. Mais, alors que certains des États signataires avaient déjà ratifié le traité, les nombreuses oppositions des partis politiques français à ce dernier empêchent sa ratification par l'Assemblée nationale en août 1954, à 319 voix contre 264. L'échec du projet marque alors une pause dans la construction européenne, mais la réussite de la Communauté européenne du charbon et de l'acier (CECA) aboutira à une reprise de la coopération européenne dans le domaine économique, et non militaire. 
Entre autres, au début des années 1950, l'évolution de la situation géopolitique mondiale fait disparaître les raisons qui avaient motivé la présentation du « plan Pleven » et la mise en place de la CED. En 1953, une certaine détente a lieu en Europe et dans le monde. Staline meurt le 5 mars, et un armistice est signé en Corée en juillet. Les deux superpuissances ont désormais à leur tête un nouveau dirigeant, Dwight David Eisenhower pour les États-Unis, Nikita Khrouchtchev pour l'Union soviétique, laissant espérer la possibilité d'une nouvelle relation entre eux. L'année suivante, la conférence de Genève permet le règlement du conflit indochinois. Ainsi, les guerres de Corée et d'Indochine s'achèvent. En plus d'apaiser les tensions internationales, les contingents alors présents sur ses territoires peuvent rentrer sur leur territoire national, et le protéger. 
Finalement, l'« armée européenne » ne voit pas le jour. La RFA, à la suite de négociations ayant eu lieu en 1954, fait son entrée dans l'Organisation du traité de l'Atlantique nord en 1955. L'Allemagne, dix ans après la capitulation du Troisième Reich, peut se doter d'une armée, sous réserve de certaines limites dans les quantités d'armements qu'elle possède.

## Compléments